# Blesa
Blesa è un comune spagnolo di 139 abitanti situato nella comunità autonoma dell'Aragona.